# Greatest Hits (album av Amy Diamond)
Greatest Hits är ett samlingsalbum av Amy Diamond, utgivet den 1 november 2010 av Cosmos Music Group.

## Låtlista
| Nr | Låt                                    | Musik                           | Text                            | Längd |
| -- | -------------------------------------- | ------------------------------- | ------------------------------- | ----- |
| 1  | What's In It For Me                    | Gustav Jonsson, Tommy Tysper    | Marcus Sepehrmanesh             | 3:18  |
| 2  | Only You                               | Vince Clarke                    | Vince Clarke                    | 3:02  |
| 3  | Thank You                              |                                 |                                 | 2:58  |
| 4  | Shooting Star                          | Linus Nordén, Patrick Johansson | Negin Djafari, Robert Zuddas    | 3:39  |
| 5  | Stay My Baby                           |                                 |                                 | 3:06  |
| 6  | Perfect                                |                                 |                                 | 3:22  |
| 7  | Big Guns                               |                                 |                                 | 3:25  |
| 8  | It's My Life                           | Oskar Holter                    | Alexander Bard, Bobby Ljunggren | 3:07  |
| 9  | Welcome To The City                    |                                 |                                 | 3:03  |
| 10 | Don't Cry Your Heart Out               |                                 |                                 | 3:24  |
| 11 | True Colors                            | Billy Steinberg, Tom Kelly      | Billy Steinberg, Tom Kelly      | 3:25  |
| 12 | Is It Love                             |                                 |                                 | 3:07  |
| 13 | Champion                               | Gustav Jonsson, Tommy Tysper    | Marcus Sepehrmanesh             | 3:12  |
| 14 | Ready To Fly                           |                                 |                                 | 3:08  |
| 15 | It Can Only Get Better                 |                                 |                                 | 3:29  |
| 16 | Up                                     |                                 |                                 | 2:54  |
| 17 | Bittersweet (remix)                    |                                 |                                 | 4:40  |
| 18 | Shooting Star (akustisk version)       |                                 |                                 | 3:59  |
| 19 | It's My Life (akustisk version)        |                                 |                                 | 2:52  |
| 20 | What's In It For Me (akustisk version) |                                 |                                 | 3:27  |

## Listplacering
| Lista (2010-2011) | Topplacering |
| ----------------- | ------------ |
| Sverige           | 12           |

### Fotnoter
1. ↑  ”Greatest Hits”. Hitparad. http://hitparad.se/showitem.asp?interpret=Amy+Diamond&titel=Greatest+Hits&cat=a. Läst 1 januari 2013.